# Lány 200 méteres vegyesúszás a 2010. évi nyári ifjúsági olimpiai játékokon
A 2010. évi nyári ifjúsági olimpiai játékokon az úszás lány 200 méteres vegyesúszás versenyszámát augusztus 15-én rendezték meg a Singapore Sports Schoolban.

## Előfutamok

### 1. Futam
| H  | P | Név               | Nemzet   | Idő     | Mj |
| -- | - | ----------------- | -------- | ------- | -- |
| 1. | 3 | Zeineb Khalfallah | Tunézia  | 2:23.81 |    |
| 2. | 5 | Karen Vilorio     | Honduras | 2:29.42 |    |
| 3. | 4 | Nibal Yamout      | Libanon  | 2:32.23 |    |

### 2. Futam
| H  | P | Név                                 | Nemzet           | Idő     | Mj  |
| -- | - | ----------------------------------- | ---------------- | ------- | --- |
| 1. | 4 | Kristina Kochetkova                 | Oroszország      | 2:15.73 | Q   |
| 2. | 5 | Kaitlyn Jones                       | Egyesült Államok | 2:16.57 | Q   |
| 3. | 3 | Julia Gerotto                       | Brazília         | 2:21.90 |     |
| 4. | 6 | Emily Selig                         | Ausztrália       | 2:22.15 |     |
| 5. | 2 | Maria Carolina da Costa Rosa        | Portugália       | 2:24.23 |     |
|    | 1 | Wei Li Lai                          | Malajzia         |         | DSQ |
|    | 7 | Karla Yolanda Rafaela Toscano López | Guatemala        |         | DSQ |

### 3. Futam
| H  | P | Név                | Nemzet      | Idő     | Mj |
| -- | - | ------------------ | ----------- | ------- | -- |
| 1. | 3 | Barbora Zavadova   | Csehország  | 2:17.74 | Q  |
| 2. | 4 | Stefania Pirozzi   | Olaszország | 2:20.94 | Q  |
| 3. | 7 | Gizem Bozkurt      | Törökország | 2:21.40 | Q  |
| 4. | 6 | Martina Elhenicka  | Csehország  | 2:21.68 |    |
| 5. | 5 | Hyejin Kim         | Dél-Korea   | 2:22.78 |    |
| 6. | 2 | Ting Chen          | Tajvan      | 2:23.04 |    |
| 7. | 1 | Inga Elin Cryer    | Izland      | 2:25.12 |    |
| 8. | 8 | Bryndis Run Hansen | Izland      | 2:28.10 |    |

### 4. Futam
| H  | P | Név                | Nemzet                  | Idő     | Mj  |
| -- | - | ------------------ | ----------------------- | ------- | --- |
| 1. | 5 | Chloe Francis      | Új-Zéland               | 2:16.96 | Q   |
| 2. | 4 | Ekaterina Andreeva | Oroszország             | 2:17.10 | Q   |
| 3. | 3 | Jordan Mattern     | Egyesült Államok        | 2:19.55 | Q   |
| 4. | 6 | Jolien Vermeylen   | Belgium                 | 2:22.66 |     |
| 5. | 2 | Ratna Marita       | Indonézia               | 2:23.92 |     |
| 6. | 8 | Oneida Cooper      | Dél-afrikai Köztársaság | 2:27.82 |     |
| 7. | 1 | Renee Stothard     | Új-Zéland               | 2:31.22 |     |
|    | 7 | Juanita Barreto    | Kolumbia                |         | DSQ |

## Döntő
| H     | P | Név                 | Nemzet           | Idő     | Mj |
| ----- | - | ------------------- | ---------------- | ------- | -- |
| Arany | 5 | Kaitlyn Jones       | Egyesült Államok | 2:14.53 |    |
| Ezüst | 4 | Kristina Kochetkova | Oroszország      | 2:15.13 |    |
| Bronz | 2 | Barbora Zavadova    | Csehország       | 2:15.36 |    |
| 4.    | 6 | Ekaterina Andreeva  | Oroszország      | 2:17.37 |    |
| 5.    | 3 | Chloe Francis       | Új-Zéland        | 2:17.62 |    |
| 6.    | 7 | Jordan Mattern      | Egyesült Államok | 2:19.70 |    |
| 7.    | 1 | Stefania Pirozzi    | Olaszország      | 2:19.91 |    |
| 8.    | 8 | Gizem Bozkurt       | Törökország      | 2:20.00 |    |

## Fordítás
Ez a szócikk részben vagy egészben  a   Swimming at the 2010 Summer Youth Olympics – Girls' 200 metre individual medley című angol Wikipédia-szócikk fordításán alapul.  Az eredeti cikk szerkesztőit annak laptörténete sorolja fel. Ez a jelzés csupán a megfogalmazás eredetét és a szerzői jogokat jelzi, nem szolgál a cikkben szereplő információk forrásmegjelöléseként.